# Igora Drive Autodrome
Az Igora Drive Autodrome egy versenypálya Oroszországban, Szentpétervár Igora nevű külterületében. A pálya jelenlegi vonalvezetése 4,086 km és 14 kanyarból áll, de 2023-ra átépítik, mivel a Formula–1 orosz nagydíjat 2023-tól ezen a pályán tervezték lebonyolítani, mielőtt a FIA felbontotta volna at orosz versenyszerződést a 2022-es Ukrajna elleni invázió következtében. Az új vonalvezetés 5,180 km lesz és 18 kanyarból fog állni.